# Malang Indonesia International 2022
Die Malang Indonesia International 2022 im Badminton fanden vom 11. bis zum 16. Oktober 2022 in Malang statt. Es war die erste Auflage der Turnierserie. Die Veranstaltung wurde als MANSION SPORT Malang Indonesia International Challenge 2022 ausgetragen.

## Medaillengewinner
| Disziplin    | Gold                                        | Silber                          | Bronze                                         |
| ------------ | ------------------------------------------- | ------------------------------- | ---------------------------------------------- |
| Herreneinzel | Weng Hongyang                               | Lei Lanxi                       | Jeon Hyeok-jin                                 |
| Herreneinzel | Weng Hongyang                               | Lei Lanxi                       | Son Wan-ho                                     |
| Dameneinzel  | Gao Fangjie                                 | Riko Gunji                      | Natsuki Nidaira                                |
| Dameneinzel  | Gao Fangjie                                 | Riko Gunji                      | Jeon Ju-i                                      |
| Herrendoppel | Rahmat Hidayat Pramudya Kusumawardana       | Hiroki Okamura Masayuki Onodera | Chen Cheng-kuan Chen Sheng-fa                  |
| Herrendoppel | Rahmat Hidayat Pramudya Kusumawardana       | Hiroki Okamura Masayuki Onodera | Alfian Eko Prasetya Ade Yusuf                  |
| Damendoppel  | Lanny Tria Mayasari Ribka Sugiarto          | Sayaka Hobara Hinata Suzuki     | Nita Violina Marwah Tryola Nadia               |
| Damendoppel  | Lanny Tria Mayasari Ribka Sugiarto          | Sayaka Hobara Hinata Suzuki     | Kim Min-ji Seong Seung-yeon                    |
| Mixed        | Dejan Ferdinansyah Gloria Emanuelle Widjaja | Jiang Zhenbang Wei Yaxin        | Ghana Muhammad Al Ilham Indah Cahya Sari Jamil |
| Mixed        | Dejan Ferdinansyah Gloria Emanuelle Widjaja | Jiang Zhenbang Wei Yaxin        | Akbar Bintang Cahyono Marsheilla Gischa Islami |